# Nicolas Brusque
Nicolas Brusque (Pau, 7 agosto 1976) è un ex rugbista a 15 francese, in carriera agonistica attivo nel ruolo di estremo.

## Biografia
Nato e cresciuto a Pau (Aquitania), Brusque esordì in campionato con il Section Paloise, club con il quale vinse una Coppa di Francia e una Challenge Cup, Brusque esordì in Nazionale nel 1997 in Coppa Latina, contro la Romania; tuttavia, dopo l'esordio non disputò più incontri internazionali per più di quattro anni.
Passato al Biarritz nel 2001, con tale club ha vinto 3 titoli di campione francese.
Fu convocato di nuovo in Nazionale in occasione del Sei Nazioni 2002, competizione disputata anche nel 2004 e 2006, riportando la vittoria in tutte e tre le occasioni, le prime due con il Grande Slam.
Prese, inoltre, parte alla Coppa del Mondo di rugby 2003 in Australia, giungendo al quarto posto finale con la Francia.
Ritiratosi nel 2010, ha da allora intrapreso l'attività di immobiliarista a Biarritz

## Palmarès
- Campionati francesi: 3
Biarritz: 2001-02, 2004-05, 2005-06
- Coppe di Francia: 1
Pau: 1996-97
- Challenge Cup: 1
Pau: 1999-2000